# Élections constituantes de 1945 en Lozère
Les élections constituantes françaises de 1945 se déroulent le 21 octobre.

## Mode de scrutin
Les députés sont élus selon le système de représentation proportionnelle suivant la règle de la plus forte moyenne dans le département, sans panachage ni vote préférentiel. 
Il y a 586 sièges à pourvoir.
Dans le département du Lozère, deux députés sont à élire.

## Élus
| Identité            | Parti | Parti |
| ------------------- | ----- | ----- |
| Jean Mazel          |       | MRP   |
| Gilbert de Chambrun |       | UP    |

## Résultats

### Résultats à l'échelle du département
| Parti          | Parti                           | Tête de liste       | Résultats | Résultats | Sièges |  |
| Parti          | Parti                           | Tête de liste       | Voix      | %         | Sièges |  |
| -------------- | ------------------------------- | ------------------- | --------- | --------- | ------ |  |
|                | Mouvement républicain populaire | Jean Mazel          | 25 600    | 54,19     | 1      |  |
|                | Union progressiste              | Gilbert de Chambrun | 21 641    | 45,81     | 1      |  |
|                |                                 |                     |           |           |        |  |
| Inscrits       | Inscrits                        | Inscrits            | 63 203    | 100,00    |        |  |
| Votants        | Votants                         | Votants             | 48 901    | 77,37     |        |  |
| Blancs et nuls | Blancs et nuls                  | Blancs et nuls      | 1 660     | 3,39      |        |  |
| Exprimés       | Exprimés                        | Exprimés            | 47 241    | 96,61     |        |  |